# Пызмас (приток Вочи)
Пызмас — река в России, протекает в Никольском районе Вологодской области и Павинском районе Костромской области. Устье реки находится в 78 км по левому берегу реки Вочь. Длина реки составляет 24 км, площадь водосборного бассейна — 164 км².
Исток реки находится в заболоченном лесу на границе Вологодской и Костромской областей. Рядом с истоком Пызмаса находится исток реки Парженец, здесь проходит водораздел бассейнов Волги и Северной Двины. Генеральное направление течения реки — юго-восток, русло сильно извилистое. Крупнейшие притоки — Малый Пызмас и Кортюг (оба — левые). Впадает в Вочь у деревни Большой Пызмас в 5 км к западу от села Павино.

## Данные водного реестра
По данным государственного водного реестра России относится к Верхневолжскому бассейновому округу, водохозяйственный участок реки — Ветлуга от истока до города Ветлуга, речной подбассейн реки — Волга от впадения Оки до Куйбышевского водохранилища (без бассейна Суры). Речной бассейн реки — (Верхняя) Волга до Куйбышевского водохранилища (без бассейна Оки).
Код объекта в государственном водном реестре — 08010400112110000041189.